# Belale, Nanjangud
Belale là một làng thuộc tehsil Nanjangud, huyện Mysore, bang Karnataka, Ấn Độ.